# Lysasterias perrieri
Lysasterias perrieri är en sjöstjärneart som först beskrevs av Studer 1885.  Lysasterias perrieri ingår i släktet Lysasterias och familjen trollsjöstjärnor. Inga underarter finns listade i Catalogue of Life.